# Sint-Agapituskerk

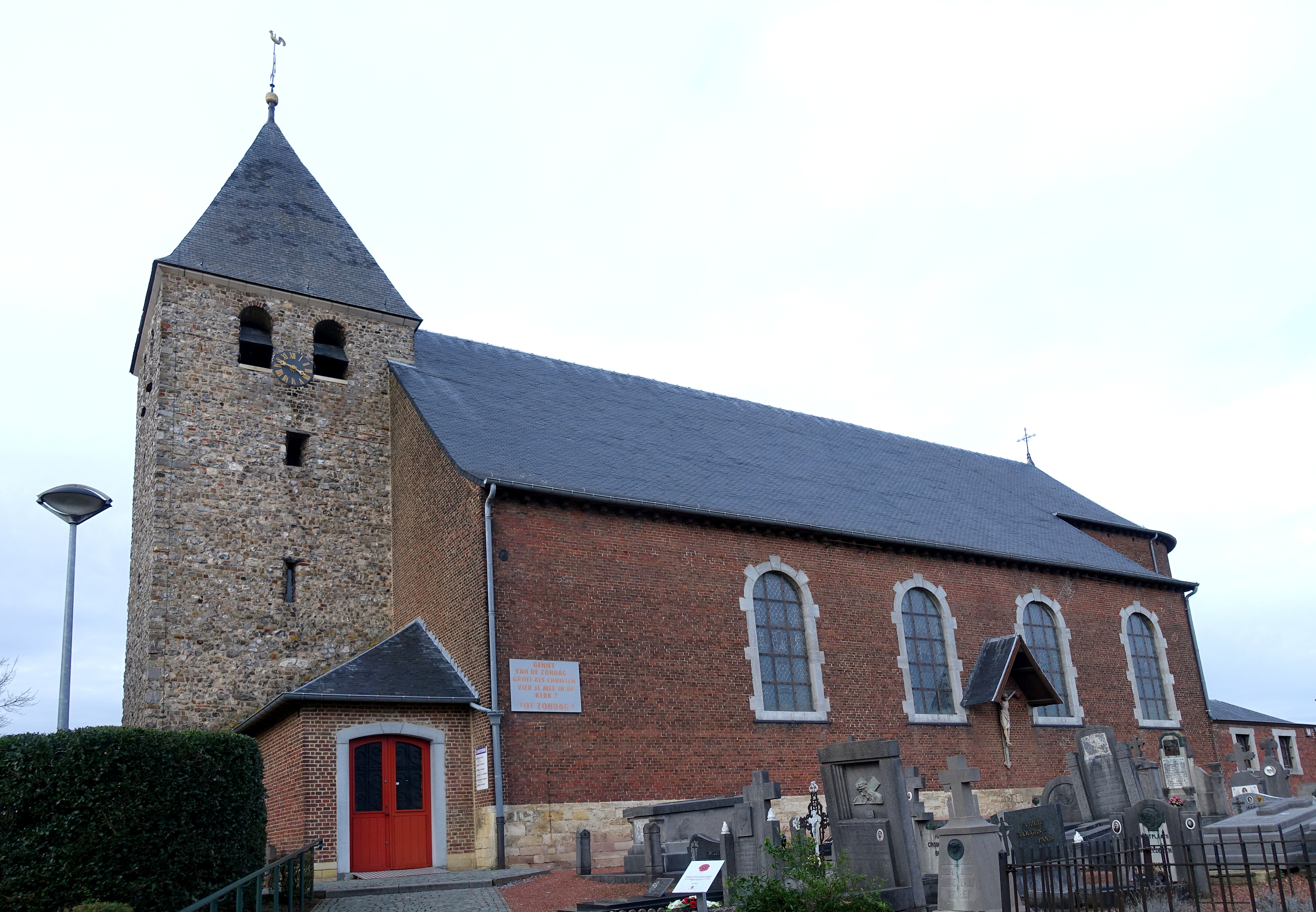
Sint-Agapituskerk

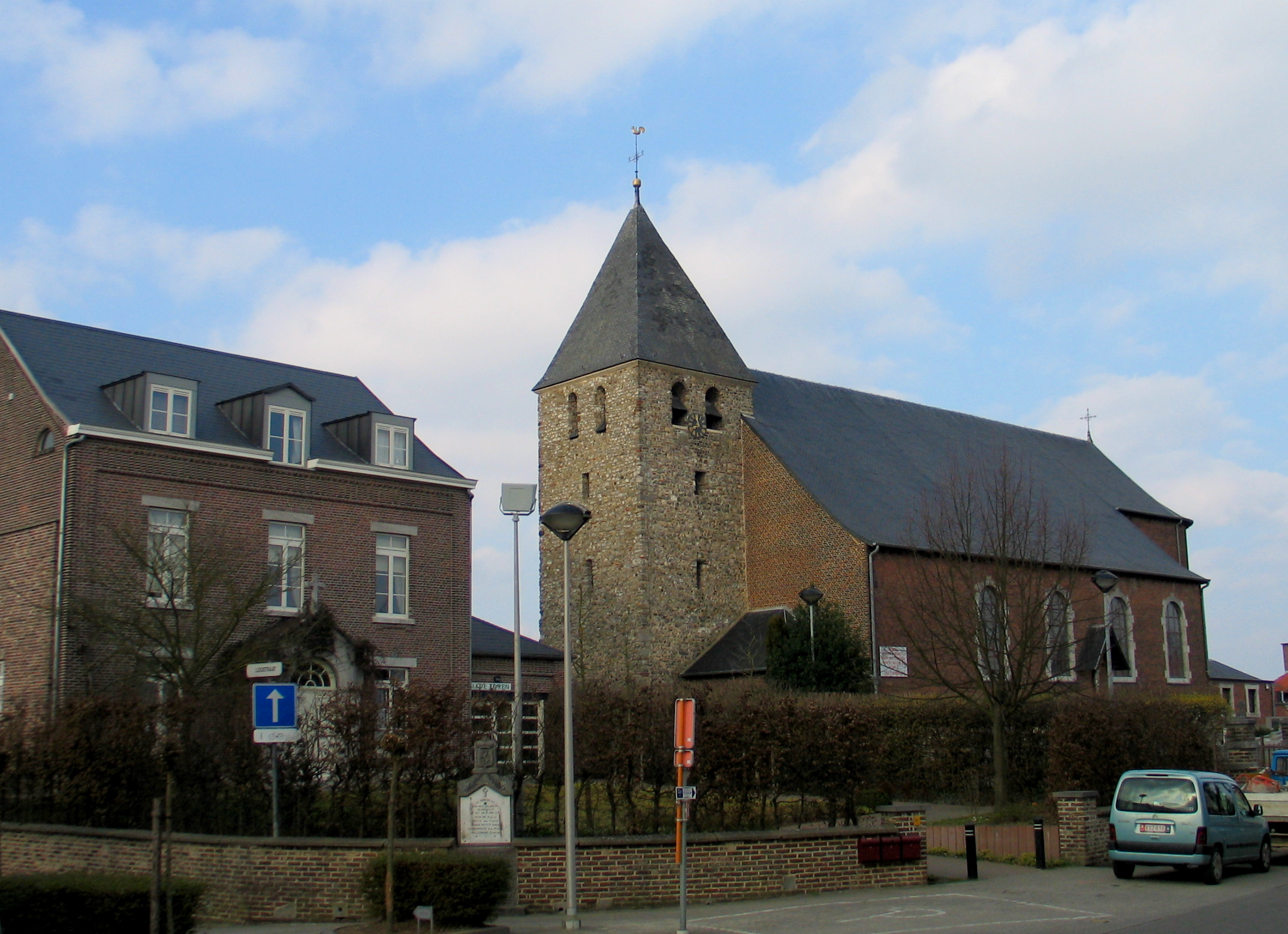
Kerk en Pastorij

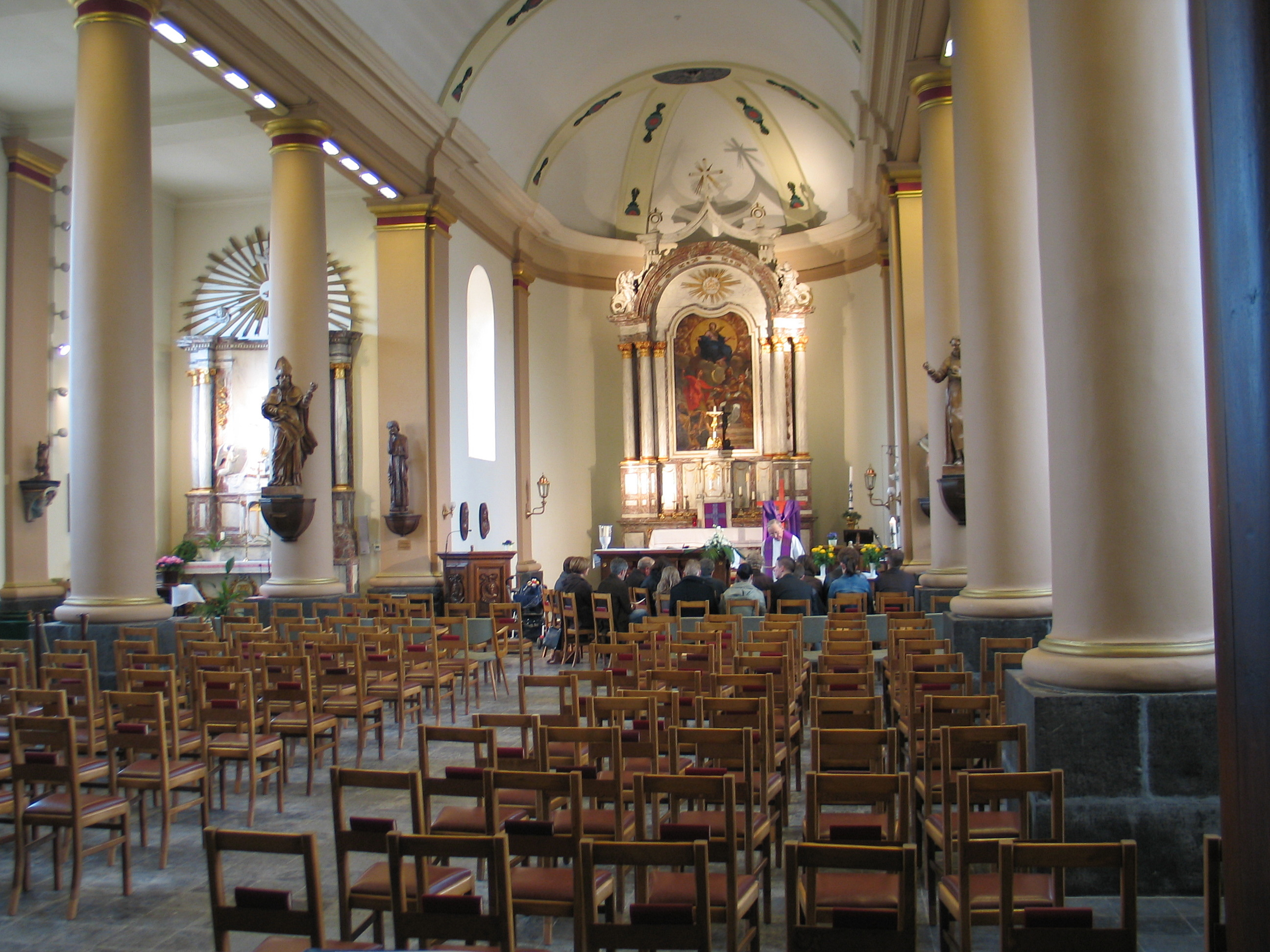
Interieur Sint-Agapituskerk

De Sint-Agapituskerk is de parochiekerk van Vliermaal, gelegen aan de Leopold-III-straat. Het is een van de weinige kerken die gewijd is aan de Heilige Paus Agapitus I.
Oorspronkelijk stond hier een 11e-eeuwse Romaanse kerk, waarvan de toren bewaard is gebleven. Ook is nog een stuk muur van dit gebouw in de nieuwere kerk ingebouwd. In 1066 kwam het patronaatsrecht van de parochie aan het Onze-Lieve-Vrouwekapittel van Hoei. 
Het Romaanse gebouw werd herhaaldelijk hersteld en vergroot, zoals in 1597 en 1727. In 1778 echter, werd de kerk onbruikbaar verklaard en moest een nieuwe kerk worden gebouwd. De bouw duurde van 1783-1785. De Romaanse toren, die eigendom van de gemeente was, bleef gehandhaafd.
De toren, die geen geledingen kent, heeft vijf verdiepingen en werd gebouwd met materialen als silex, Romeinse dakpannen (tegulae), mergelsteen, kalksteen, baksteen, puimsteen en ijzerzandsteen. Beweerd wordt dat deze materialen afkomstig waren van de Romeinse ommuring van Tongeren.
De huidige, 18e-eeuwse, kerk, is een classicistisch bouwwerk, uitgevoerd in baksteen. Het is een driebeukige pseudobasiliek, inwendig voorzien van een tongewelf.

## Meubilair
De kerk heeft een rijke inventaris, waaronder een Romaans doopvont uit de 12e eeuw.
Er zijn diverse heiligenbeelden, waaronder een Christus aan het Kruis en een Sint-Jan-Evangelist, beide uit de 13e eeuw. Ook is er een Sint-Blasiusbeeld uit 1500-1510, een Sint-Luciabeeld (1530-1540), een Agapitusbeeld (ongeveer 1600), en een 17e-eeuws Sint-Sebastiaanbeeld. Voorts een Augustinusbeeld en een Johannes de Deo (beide omstreeks 1700, uit de school van Jean Del Cour).
De schilderijen dateren uit de 18e eeuw (Onze-Lieve-Vrouw, door Johannes-Evangelist aangewezen aan de Heiligen Bonaventura, Augustinus en Gregorius; Sint-Elisabeth; Sint-Augustinus), of uit de 19e eeuw (Onze-Lieve-Vrouw Onbevlekte Ontvangenis; Christus aan het Kruis).
Het hoofdaltaar, de preekstoel, de communiebank en de biechtstoelen zijn 18e-eeuws en in Lodewijk XVI-stijl, dan wel -wat de biechtstoelen betreft- in Lodewijk XV-stijl of classicistisch.
Het doksaal is 19e-eeuws, evenals het orgel (1885), dat gebouwd is door Pereboom & Leijser.
De begraafplaats bezit een, vermoedelijk 14e-eeuws, gotisch grafkruis, dat tegen de buitenmuur van de kerk is gemetseld. Een ander grafkruis is uit 1632.